# 名豊道路
名豊道路（めいほうどうろ）は、愛知県豊橋市から愛知県豊明市に至る国道23号のバイパスである。また地域高規格道路の名称でもある。本項では主に前者のバイパス群について述べる。

## 概要

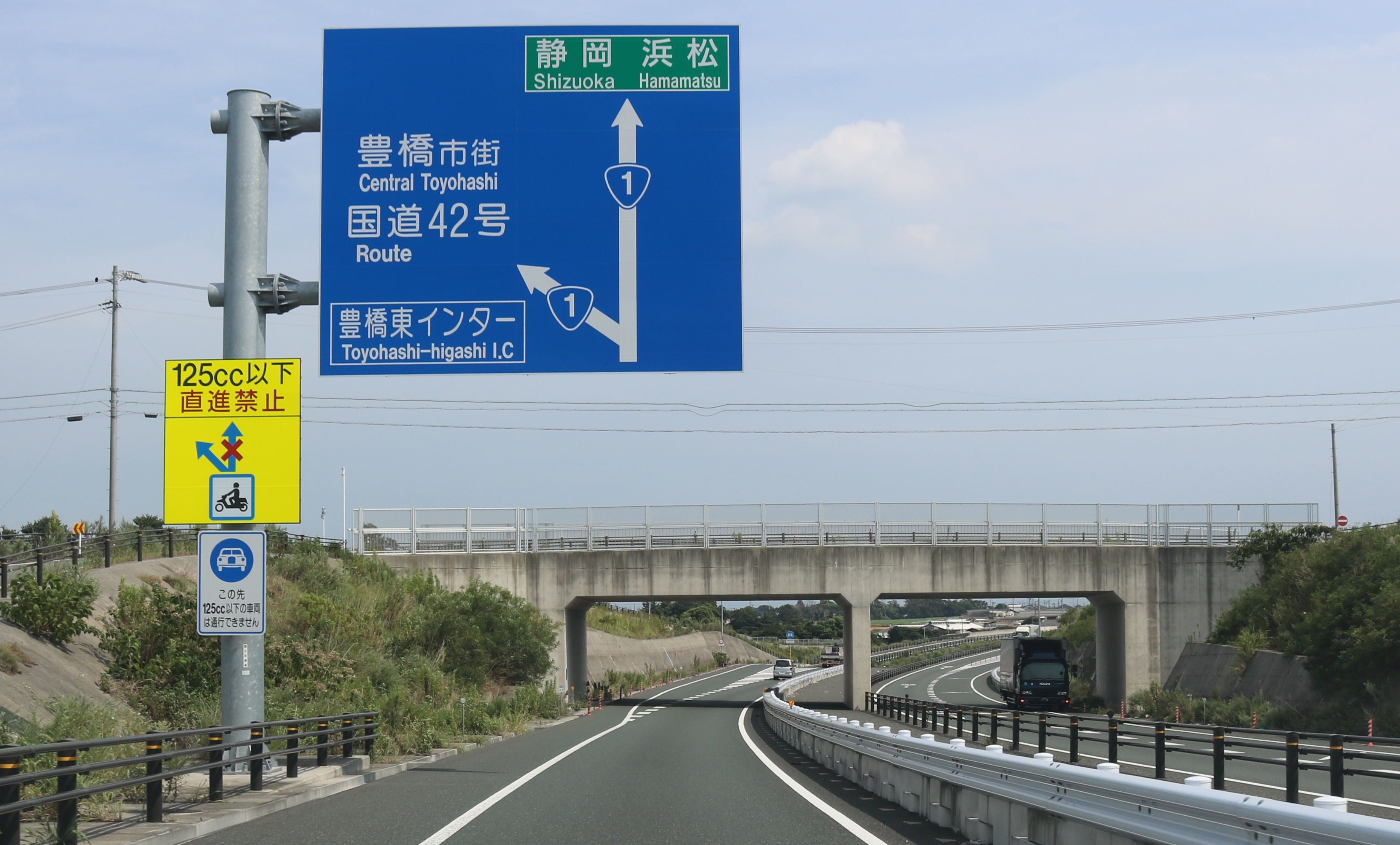
名豊道路(バイパス) 起点の豊橋東IC
国道1号の潮見バイパスと接続

建設省 中部地方整備局名四国道事務所での名四国道第1期工事が完了に近づいた1962年（昭和37年）ごろ、静岡県浜名郡舞阪町（現・静岡県浜松市中央区）から愛知県を経過して三重県桑名市までを結ぶ道路の必要性が提唱され、関係する市町村から要望が出された。これを受けて愛知県は、県として1964年（昭和39年）に愛知県総合開発の一環として取組みを始めた。この道路構想の通称は「愛知海道」と呼ばれ、愛知海道経済調査を実施して、道路開発の妥当性が調査された。
その一方で国の機関である建設省中部地方整備局では、1964年（昭和39年）に第2東海道計画の一環として調査が開始された。その後の調査・検討を経て、1966年（昭和41年）にはこの道路の基本的なルートや構造、形式等の基本構想が確立された。これがいわゆる「名豊道路計画」とよばれるものとなり、名古屋市と豊橋市間に新しく国道を建設しようという、建設省中部地方整備局 名四国道工事事務所が管轄する名四国道に次いだ大規模バイパス事業となったものである。
1972年（昭和47年）に当道路の一部である知立バイパスが事業化されて以降建設が続けられた。国道1号にやや離れて並行しているが、実質的には国道1号のバイパスであり、臨海部の名古屋港、衣浦港、三河港、周辺の工業地帯や農業地帯を相互に結び、愛知県における東西の広域交通を担うとともに国道1号の渋滞緩和を目的としている。
名豊道路は道路事業実施上から、一般国道23号のうちバイパスを、起点である豊橋市から順に豊橋東バイパス（総延長 9.2 km）、豊橋バイパス（総延長 17.6 km）、蒲郡バイパス（総延長 15.0 km）、岡崎バイパス（総延長 14.6 km）、知立バイパス（総延長 16.4 km）の5つのバイパスに明確に区分している。詳しくはそれぞれのセクションを参照。
1977年から2025年まで段階的に開通した。蒲郡バイパスの一部（豊川為当IC - 蒲郡IC）の工事が用地取得の難航等で長期化していたが、2025年（令和7年）3月8日に全線開通し、名豊道路は全線開通となった。
地域高規格道路としての名豊道路は範囲が一部異なり、名四バイパスの名古屋南IC - 豊明IC間延長5.8 kmを含み、豊橋バイパスの前芝IC以東と豊橋東バイパスは含まれない。
豊橋バイパスの前芝IC以東と豊橋東バイパスは地域高規格道路としては国道1号バイパスの潮見バイパス・浜名バイパスと共に豊橋浜松道路を構成しており、2025年（令和7年）3月8日に蒲郡バイパスが全線開通したため、名古屋市内と浜松市内を約100 kmの間、信号無しで無料道路が接続するようになった。全通後は並行する一般道の交通量が減るなど効果が出ているものの、名豊道路自体は渋滞が常態化するようになったことから早期の4車線化が要望されている。

### バイパスデータ
- 起点 - 愛知県豊橋市東細谷町（豊橋東IC）
- 終点 - 愛知県豊明市阿野町（豊明IC）
- 総延長 - 72.7 km（うち供用延長 59.4 km）
- 車線数 - 4車線（一部暫定2車線）
- 構造規格
  - 構造規格第1種第3級 - 豊橋東バイパス、豊橋バイパス（野依IC - 大崎IC間、前芝IC - 豊川為当IC間）、蒲郡バイパス
  - 構造規格第3種第1級 - 豊橋バイパス（大崎IC - 前芝IC間）、岡崎バイパス、知立バイパス
- 設計速度 - 80 km/h
- 通行料金 - 無料（全線）

どのバイパスとも、歩行者・軽車両・第一種原動機付自転車・小型特殊自動車は通行禁止であるものの、第二種原動機付自転車が通行可能であり、自動車専用道路ではない。

## 各バイパスの概要

### 豊橋東バイパス
- 起点 - 豊橋市東細谷町（豊橋東IC）
- 終点 - 豊橋市野依町（野依IC)
- 総延長 - 9.2 km

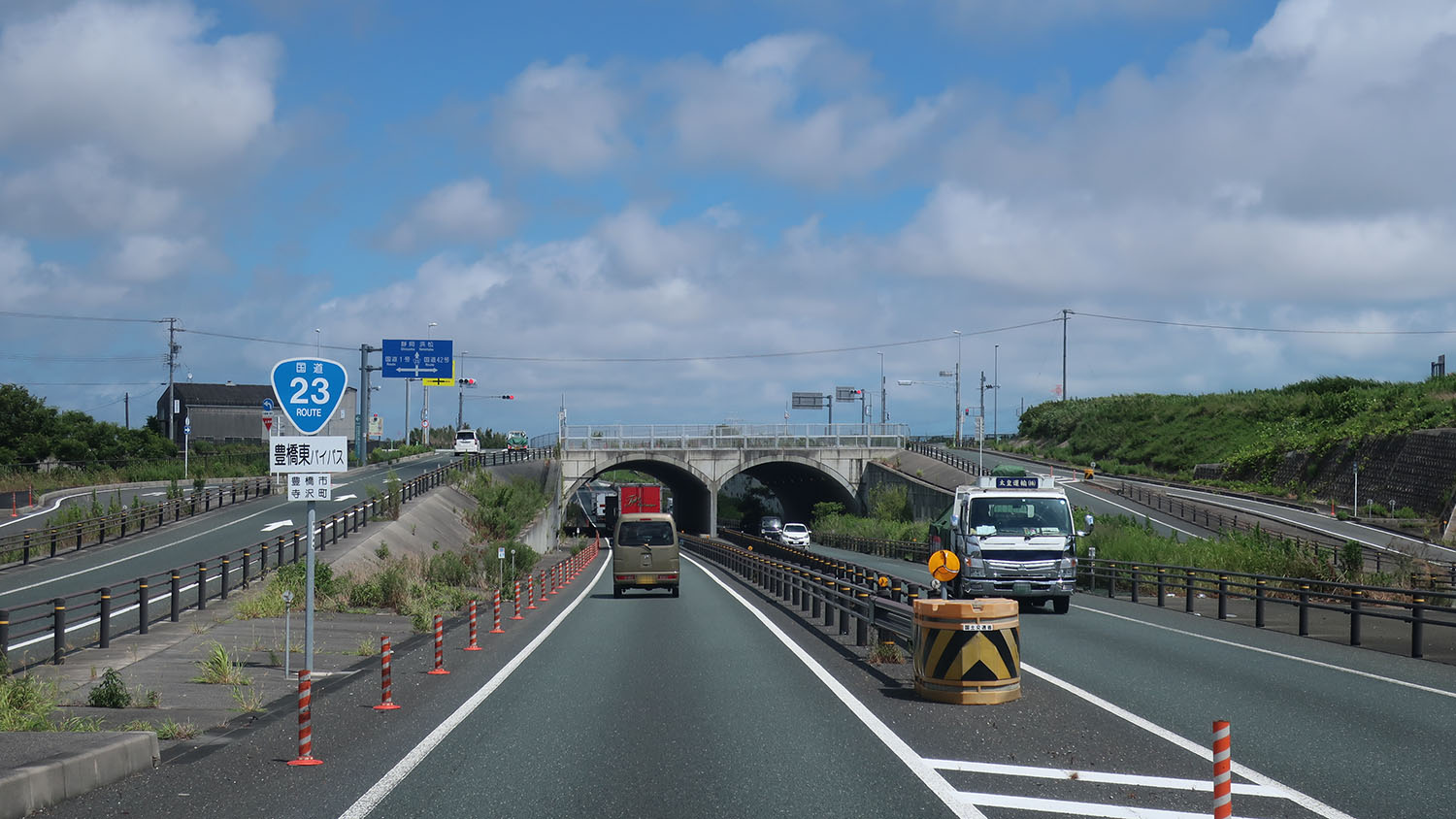
豊橋東バイパス
愛知県豊橋市寺沢町

豊橋東（とよはしひがし）バイパスは、豊橋市街地の南東から南方にかけて迂回する区間である。名豊道路を構成する5つのバイパスでは最も南東に位置し、地域高規格道路「豊橋浜松道路」の一部を構成する。起点となる豊橋東ICは静岡県との県境付近に位置する。豊橋東ICで連続した接続をする国道1号 潮見バイパスや延長上にある浜名バイパスも含めて既に全線が開通しており、豊橋東バイパスの全線開通によって豊橋市の三河港から浜松市までがバイパスで直結されることとなる。これにより所要時間は40分と、70分を要していた従来の国道1号経由から30分の短縮が見込まれるが、潮見バイパスと同バイパス全線から豊橋バイパス大崎IC間は朝夕時間帯を中心に上下線共に混雑が多く渋滞が多い他、その他の時間帯も不定時に流れが悪化し、また速度が出にくい大型トラックや大型トレーラーの通行が多く実際の所要時間はそれより長くなることが多い。
豊橋東バイパスとしての事業は、第2東海道計画立案から30年近く経過した1992年（平成4年）に着手し、1995年（平成7年）から開始した用地買収を経て2002年（平成14年）に工事着手された。インターチェンジは5ヶ所あり、終点側で接続の豊橋バイパス側より暫定2車線で開通。
2007年（平成19年）2月26日に七根IC - 野依IC間、2012年（平成24年）3月24日に細谷IC - 七根IC間、残る豊橋東IC - 細谷IC間が2013年（平成25年）6月23日に暫定2車線で開通し、全線開通となった。2025年1月現在、全線が暫定2車線であるが、4車線化に向け係機関協議を実施中である。

### 豊橋バイパス
- 起点 - 豊橋市野依町（野依IC）
- 終点 - 豊川市為当町（豊川為当IC）
- 総延長 - 17.6 km

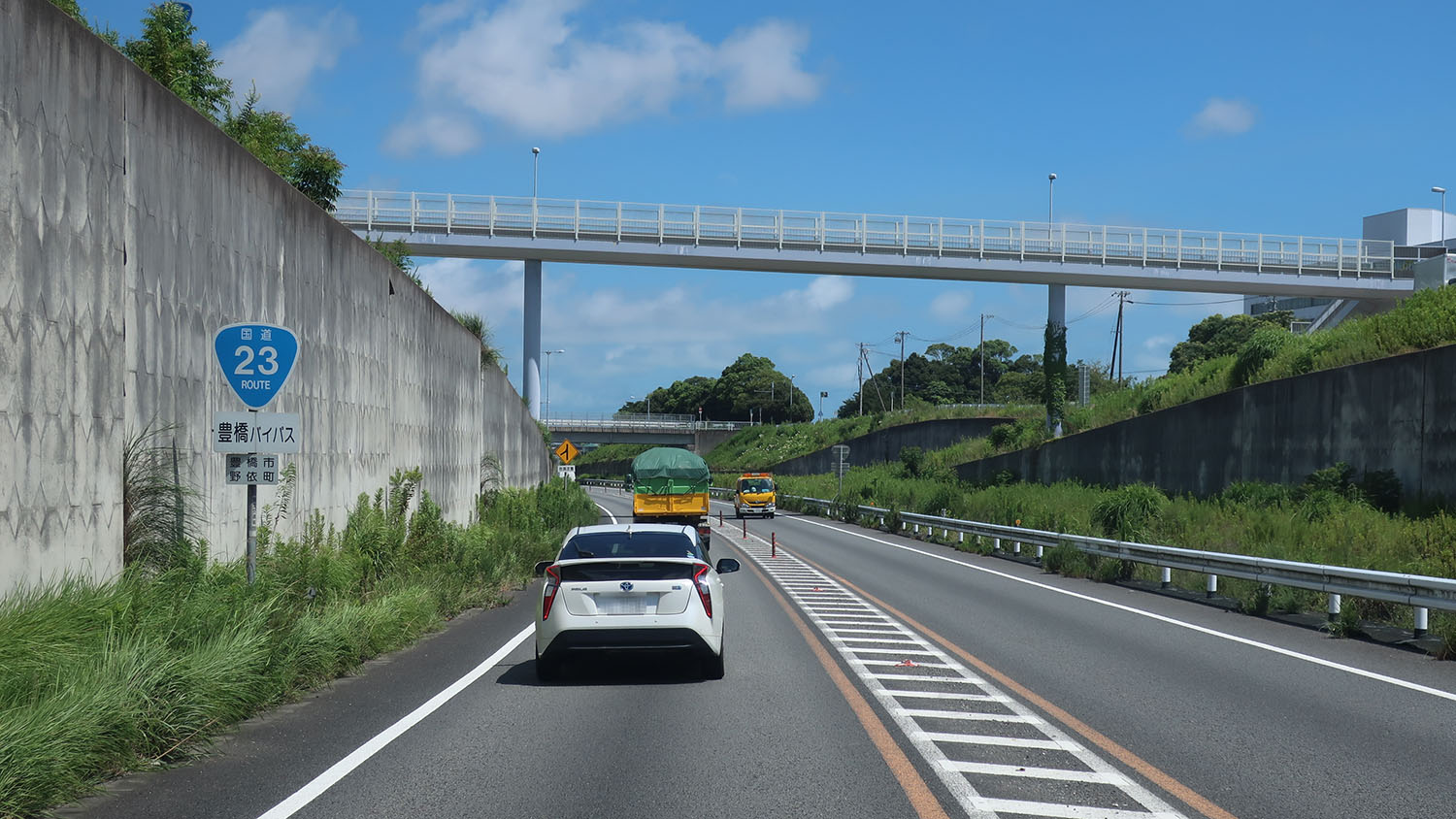
豊橋バイパス
愛知県豊橋市野依町

豊橋（とよはし）バイパスは、豊橋市街地の南方から北西にかけて迂回し、豊川市に至るバイパスである。豊川橋北詰に設置された前芝ICを境に、起点側は地域高規格道路「豊橋浜松道路」の一部を、終点側は地域高規格道路「名豊道路」の一部をそれぞれ構成する。
沿道に立地する三河港周辺には、トヨタ自動車、スズキ、三菱自動車工業といった国内の自動車産業の輸出拠点のほか、複数の外資系自動車産業の輸入拠点が展開しており、三河港における自動車の輸出入はいずれも日本一の取引台数と金額を誇る。この特性を活かして2003年（平成15年）から2007年（平成19年）までは構造改革特別区域である国際自動車特区として、2007年からは改めて国際自動車産業交流都市計画のもと、「国際自動車コンプレックス構想」を打ち出し、港湾の整備は元より他の重要港湾と比較して突出していた高速道路網への所要時間の改善に向けて豊橋バイパスをはじめとした名豊道路全体の整備を進めることで、東名高速道路や中部国際空港（セントレア）への交通利便性向上を狙いとしている。
豊橋バイパスは名豊道路を構成する5バイパスとしては知立バイパスに次ぎ、現在の野依IC - 大崎IC間を除く13.61 kmが1973年（昭和48年）に事業化され、1975年（昭和50年）から開始した用地買収を経て1980年（昭和55年）に工事着手された。3年後の1983年（昭和58年）に豊橋市神野新田町 - 前芝町 間 (5.42 km)のうち、一部区間にあたる豊川橋は一般有料道路として開通し、以降は起点の野依IC - 神野新田町 間も建設を進め、最後は2012年（平成24年）に前芝IC - 豊川為当IC間の開通をもって暫定2車線で全線開通した。また、2013年（平成25年）3月下旬から6月16日までにかけて大崎IC - 前芝IC間が順次4車線化された。2025年1月現在、野依IC - 大崎IC間と前芝IC - 豊川為当IC間は暫定2車線であり、野依IC - 大崎IC間で4車線化の事業中である。
大崎IC以東と隣接している豊橋東バイパス・更には潮見バイパス全線は、朝夕通勤ラッシュ時には混雑や渋滞が多く発生し、その他の時間も不定時で流れが悪くなったり渋滞することも少なくない。大崎IC - 前芝IC間は2013年6月の4車線化以降渋滞はほぼ完全に解消された一方、走行する車両の速度が大幅に上がり、80 - 100 km/h程度、又はそれを大きく超える速度で走行する車両が多くなり、豊橋警察署の交通課の署員らが白バイや覆面パトカー等で頻繁に交通取り締まりを行っている他、下り線には2013年6月の4車線化を機にオービスも設置されている。
野依IC - 大崎IC間は構造規格が第1種第3級であるが自動車専用道路ではない。立体交差区間では50 cc以下の二輪車は通行禁止となっている。50 cc超の二輪車は通行可能である。

### 蒲郡バイパス
- 起点 - 豊川市為当町（豊川為当IC）

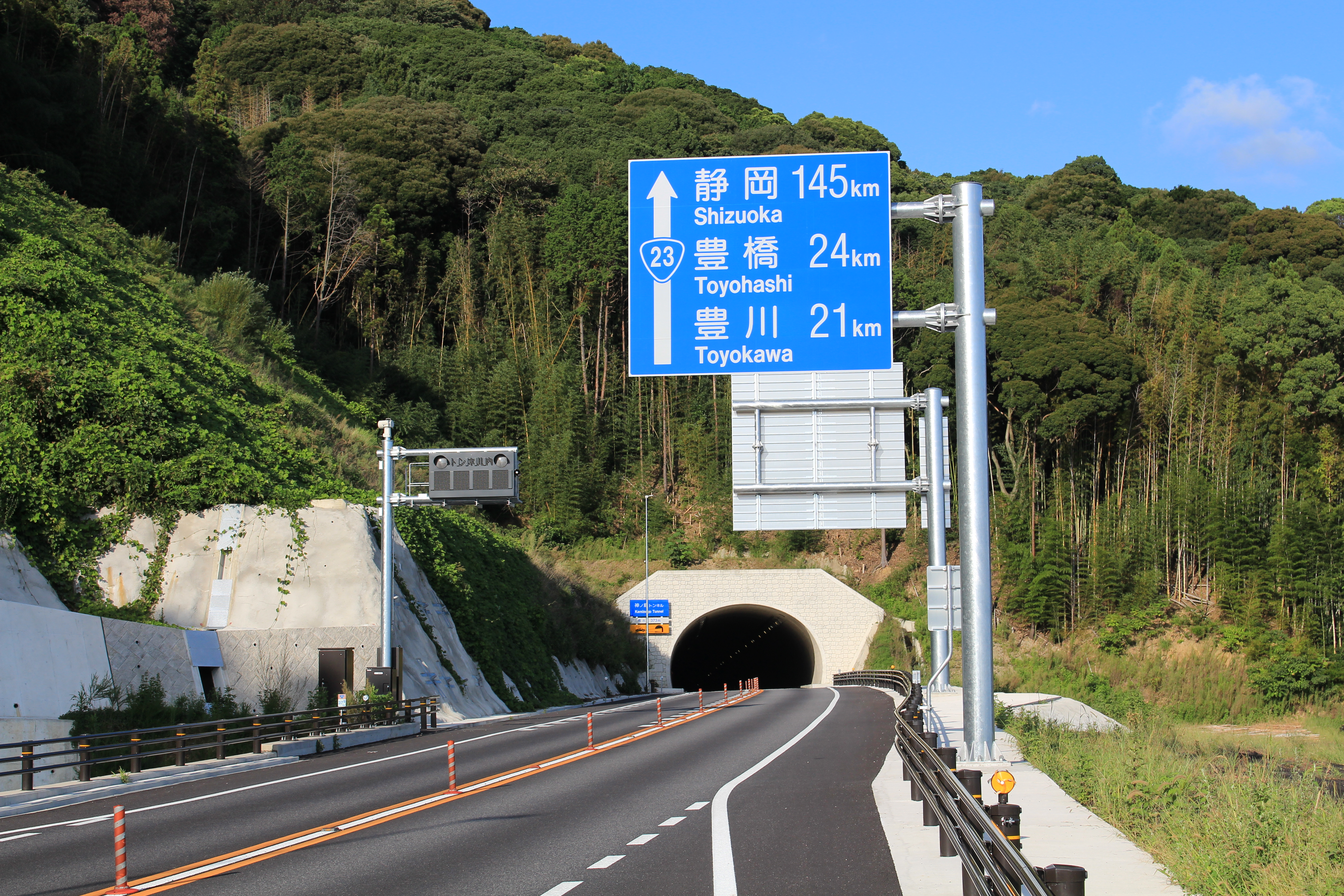
神ノ郷トンネル（蒲郡市）
（2014年8月）

- 終点 - 額田郡幸田町芦谷（幸田芦谷IC）
- 総延長 - 15.0 km

蒲郡（がまごおり）バイパスは23号名豊バイパスの中で唯一トンネルがある。地域高規格道路「名豊道路」の一部であり、他の4つのバイパスとともに並行する国道1号のバイパス機能を担うが、他の4つのバイパスに比べて事業化が遅れていた。この道路の完成により5つのバイパスで構成される名豊道路が1本に繋がり、また国道1号方面の豊橋浜松道路（潮見バイパス、浜名バイパス）と一体的に広域バイパスが形成された。
新聞報道によると、2001年にバイパス高架橋で日陰となるミカン栽培農家に対し、日陰地を市が買い上げる覚書を交わしていたが、その後の財政難で買収費用の工面が困難になり、市側が一方的に契約を破棄し、別の解決策を探っていた。2005年（平成17年）に先端技術関連の民間企業が農家から土地を購入する事で解決した。東側区間の豊川為当IC - 蒲郡IC間は2010年度（平成22年度）の事業仕分けで凍結の対象にも上がったが建設が続けられることとなり、住民側が難色を示していた道路構造についても構造を見直すことで合意して2011年（平成23年）末には住民説明会を終えた。
2012年度（平成24年度）には蒲郡市区間の2.5 kmの用地取得に着手するとともに、豊川市区間の6.6 kmの用地調査を開始。2013年（平成25年）4月5日に名四国道事務所は豊川分室を設置。蒲郡バイパス東西区間の用地買収に注力し、西部区間の蒲郡IC - 幸田芦谷IC間を2014年（平成26年）春、東部区間の豊川為当IC ｰ 蒲郡IC間を2017年度（平成29年度）末までに開通させる見通しを立て、西側区間は2014年（平成26年）3月23日暫定2車線で開通した。東側区間については2018年（平成30年）3月に用地取得交渉の難航により土地収用法事業の認定を申請し、同年6月に認定された。所有者、相続人不明の小屋が3件あったトンネル工事等で工事が難航していたが、2025年（令和7年）3月8日に暫定2車線で全線開通した。
用地取得の遅れが原因というのは誤りであり、着工当初から用地を取得していた御津あおば高校グラウンド地下のボックスカルバートは2023年に地上部を現状復旧し完成した。みとゴルフ倶楽部付近を通過するため、本線上にネットで覆っている部分がある。
当該区間の全線開通を目指し、工事を推し進めるため、2023年（令和5年）9月から12月まで、蒲郡IC - 蒲郡西IC間が通行止めとなった。
また蒲郡バイパスの全通によって豊橋市から額田郡幸田町の旧道（国道23号現道）は国道23号の指定から外れ、2025年4月1日にこれまで重複していた国道247号や国道248号の単独区間となる他、国道と重複していなかった区間は新たに認定された愛知県道528号豊橋幸田線や既に認定されていた愛知県道383号蒲郡碧南線に降格された。

### 岡崎バイパス

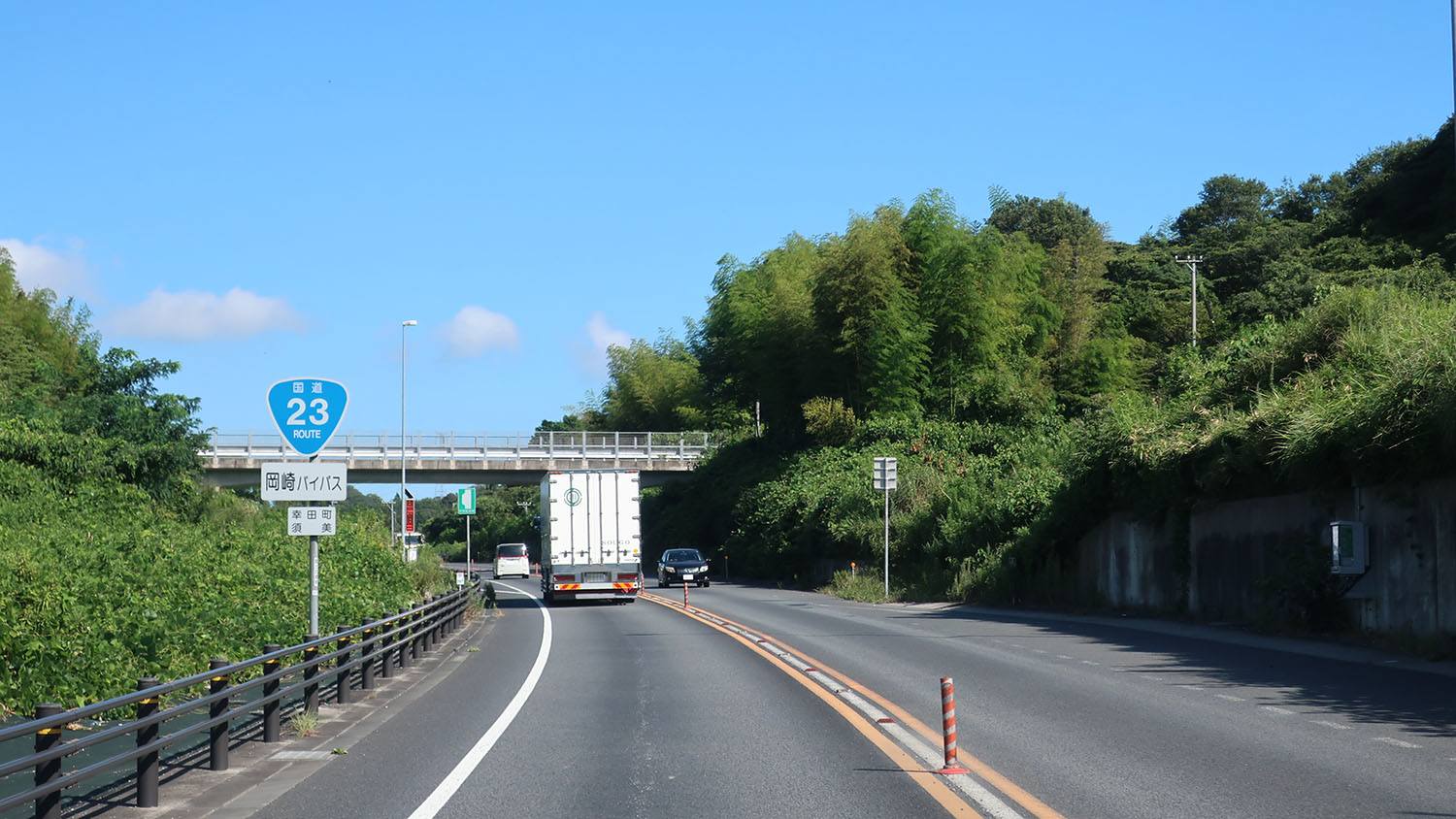
岡崎バイパス
愛知県額田郡幸田町大字須美

- 起点 - 額田郡幸田町芦谷（幸田芦谷IC）
- 終点 - 西尾市南中根町（安城西尾IC）
- 総延長 - 14.6 km

名豊道路の他の4つのバイパスとともに、国道23号及び並行する国道1号のバイパス機能を担う。岡崎平野を通過し、名称は「岡崎（おかざき）バイパス」となっているが、岡崎市域はまったく通過しない。また岡崎バイパスの開通によって幸田須美IC以西の旧道（国道23号だった道路）は愛知県道383号蒲郡碧南線に降格されている。
自動車専用道路ではないが、50 cc以下の二輪車は通行禁止となっている。50 cc超の二輪車は通行可能。
2007年（平成19年）3月26日、暫定2車線で全線開通。引き続き4車線化工事を行い、藤井IC - 安城西尾IC間の下り線が2012年（平成24年）12月4日、安城西尾IC - 藤井IC間の上り線が2012年（平成24年）12月19日に、西尾東IC - 藤井IC間の下り線が2015年（平成27年）12月17日、藤井IC - 西尾東IC間の上り線2016年（平成28年）2月26日に、それぞれ2車線に拡幅された。2025年1月現在、幸田芦谷IC - 西尾東IC間は暫定2車線であり、4車線化の事業中である。
岡崎バイパスのうち「西尾道路」の区間では自然環境に配慮した取組みが行われている。矢作古川周辺に生息するヒメボタルに対する影響を軽減するため、比較的影響が少ないとされるルーバー付きナトリウムランプが当該エリアの道路照明に採用されている。これは、学識経験者・地元関係者からなる「ホタルに優しい照明選定委員会」（委員長・阿江茂南山大学名誉教授）が事前調査を行い、その調査に基づいて採用したもので、ルーバーを取付けることによって道路照明によるヒメボタルへの影響を少なくしている。

### 知立バイパス
- 起点 - 安城市城ケ入町（安城西尾IC）
- 終点 - 豊明市阿野町（豊明IC）
- 総延長 - 16.4 km

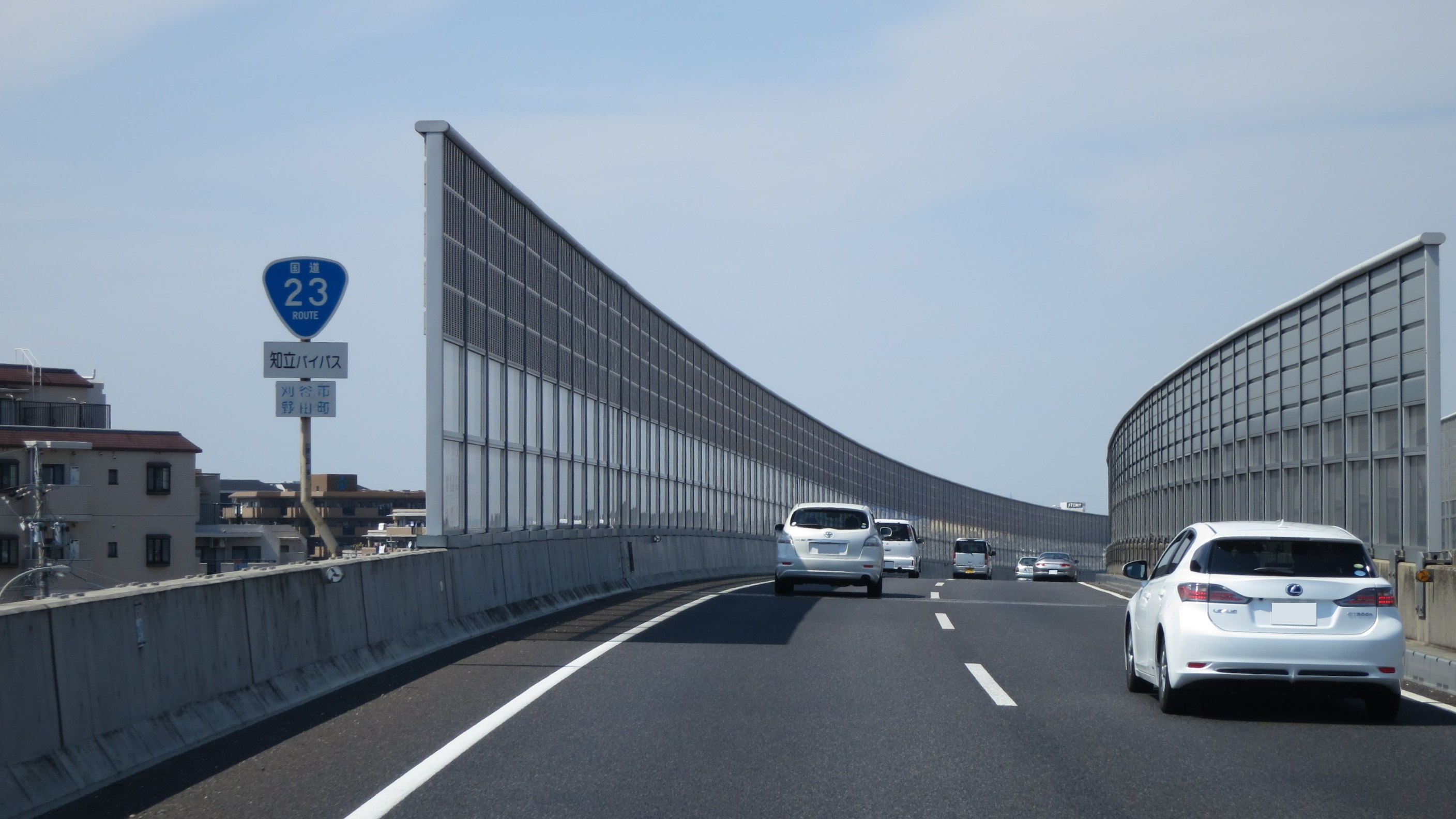
知立バイパス
愛知県刈谷市野田町

知立（ちりゅう）バイパスは、先に建設が進められた名四国道（名四バイパス）のすぐ東側に位置する。他の4つのバイパスと比較して、最も早く事業着手された。
混雑が著しいそれまでの国道1号や国道23号の渋滞緩和と、発展著しい衣浦臨海工業地域の開発の促進を図る目的で計画された。
事業化に先立っての国の調査は1964年（昭和39年）から開始され、1967年（昭和42年）には約4,290万円を投じて豊明市から安城市までの撮影図化（1000分の1）が、1968年（昭和43年）には約4,320万円を投じて豊明市・刈谷市・安城市の航空写真による縦横断測量などが実施された。
事業化が開始されたのは1972年（昭和47年）のことで、名四国道・豊明ICから都市計画道路衣浦豊田線（現・衣浦豊田道路）の交差地点までの約7 kmが事業化された。1973年（昭和48年）には豊明市内の用地買収の着手を手始めに、次いで刈谷市、安城市（愛知県が買収）内の用地買収が行われた。1974年（昭和49年）にはそこから更に安城市榎前町の愛知県道45号安城碧南線交差地点までの6.8 kmの区間が追加で事業化された。ここまでの事業化された区間のうち、豊明ICから国道155号交差地点まで（豊明市阿野町 - 知立市上重原町）は国の機関である建設省中部地方建設局 名四国道工事事務所の直轄区間、それ以東の区間（知立市上重原町 - 安城市榎前町）は愛知県が管理する権限代行工事区間として事業化されたものである。
道路の建設工事は1974年（昭和49年）から一ツ木高架橋が施工着手され、順次、今川高架橋、第2富士松高架橋などが施工。その後、その他区間内の改良工事も行われ、1977年（昭和52年）12月5日に完成した総延長 4.2 kmの区間を平面の暫定2車線で開通した。その間も用地買収は継続して行われ、1981年（昭和56年）には知立バイパス最東部の安城市和泉町などの一部区間を除き、用地買収が完了。同年には高架橋などの建設も一気に進捗し、1983年（昭和58年）3月に至って知立バイパスの約7割の区間が暫定開通した。
1989年（平成元年）11月28日に平面区間を含む暫定2車線で全線開通し、2009年（平成21年）12月6日に全線高架化された。暫定2車線区間の4車線化が順次行われ、2011年（平成23年）11月29日に、和泉IC - 高棚北IC間（下り線）、2011年（平成23年）12月17日に、高棚北IC - 和泉IC間（上り線）の4車線化がそれぞれ完了。2012年（平成24年）1月31日に高棚北IC上り線入口が供用開始。2012年（平成24年）11月10日に、安城西尾IC - 和泉IC間の4車線化により全線4車線化が完了。自動車専用道路ではないが、50 cc以下の二輪車は通行禁止となっている。50 cc超の二輪車は通行可能。

## 地理

### 通過する自治体
- 静岡県
  - 湖西市（豊橋東ICランプの一部）
- 愛知県
  - 豊橋市 - 豊川市 - 蒲郡市 - 額田郡幸田町 - 西尾市 - 安城市 - 西尾市 - 安城市 - 刈谷市 - 知立市 - 刈谷市 - 豊明市

### インターチェンジなど
| 施設名                                 | 交差する道路                                            | バイパス | 備考                                                     | 所在地         |
| -------------------------------------- | ------------------------------------------------------- | -------- | -------------------------------------------------------- | -------------- |
| 国道1号（潮見バイパス）湖西・浜松方面  |                                                         |          |                                                          |                |
| 豊橋東IC                               | 国道1号 豊橋市街方面 豊橋市道 国道42号方面              | 豊橋東   |                                                          | 豊橋市         |
| 細谷IC                                 | 愛知県道403号細谷二川線                                 | 豊橋東   |                                                          | 豊橋市         |
| 小松原IC                               | 豊橋市道大岩町・小松原町55号線                          | 豊橋東   | 接続する道路が狭い為、大型車を他のICへ誘導する標識を設置 | 豊橋市         |
| 七根IC                                 | 愛知県道406号東七根藤並線                               | 豊橋東   | 道の駅とよはしが隣接                                     | 豊橋市         |
| 野依IC                                 | 愛知県道407号伊古部南栄線（野依街道）                   | ／       |                                                          | 豊橋市         |
| 大清水IC                               | 豊橋市道                                                | 豊橋     |                                                          | 豊橋市         |
| 大崎IC                                 | 国道259号（田原街道）                                   | 豊橋     |                                                          | 豊橋市         |
| 豊橋港IC                               | 愛知県道31号東三河環状線                                | 豊橋     |                                                          | 豊橋市         |
| 神野新田IC                             | 愛知県道393号豊橋港線（みなと大通り）                   | 豊橋     |                                                          | 豊橋市         |
| 豊川橋南IC                             | 豊橋市道（かもめ通り）                                  | 豊橋     |                                                          | 豊橋市         |
| 豊川橋                                 |                                                         | 豊橋     |                                                          | 豊橋市         |
| 前芝IC                                 | 国道247号（蒲郡街道）                                   | 豊橋     |                                                          | 豊橋市         |
| 小坂井御津IC                           | 愛知県道384号小坂井御津線                               | 豊橋     |                                                          | 豊川市         |
| 豊川為当IC                             | 愛知県道31号東三河環状線                                | ／       |                                                          | 豊川市         |
| 豊沢トンネル (537 m)                   |                                                         | 蒲郡     |                                                          | 豊川市         |
| 御津金野IC                             | 愛知県道368号豊川蒲郡線                                 | 蒲郡     |                                                          | 豊川市         |
| 国坂トンネル (678 m)                   |                                                         | 蒲郡     |                                                          | 蒲郡市         |
| 五井トンネル (299 m)                   |                                                         | 蒲郡     |                                                          | 蒲郡市         |
| 蒲郡IC                                 | 音羽蒲郡道路 （三河湾オレンジロード） 国道473号         | 蒲郡     |                                                          | 蒲郡市         |
| 坂本トンネル (371 m)                   |                                                         | 蒲郡     |                                                          | 蒲郡市         |
| 神ノ郷トンネル (373 m)                 |                                                         | 蒲郡     |                                                          | 蒲郡市         |
| 蒲郡西IC                               | 蒲郡市道                                                | 蒲郡     |                                                          | 蒲郡市         |
| 坂野トンネル (490 m)                   |                                                         | 蒲郡     |                                                          | 蒲郡市         |
| 幸田芦谷IC                             | 国道248号                                               | ／       |                                                          | 額田郡幸田町   |
| 幸田桐山IC                             | 愛知県道528号豊橋幸田線                                 | 岡崎     |                                                          | 額田郡幸田町   |
| 道の駅筆柿の里・幸田                   |                                                         | 岡崎     | 名古屋方面のみ利用可能                                   | 額田郡幸田町   |
| 幸田須美IC                             | 愛知県道383号蒲郡碧南線                                 | 岡崎     |                                                          | 額田郡幸田町   |
| 西尾東IC                               | 愛知県道383号蒲郡碧南線                                 | 岡崎     |                                                          | 西尾市         |
| 小島江原IC                             | 愛知県道43号岡崎碧南線                                  | 岡崎     | 名古屋方面出入路のみ                                     | 西尾市         |
| 道の駅にしお岡ノ山                     |                                                         | 岡崎     | 豊橋方面のみ利用可能                                     | 西尾市         |
| 中原IC                                 | 西尾市道                                                | 岡崎     |                                                          | 西尾市         |
| 藤井IC                                 | 愛知県道44号岡崎西尾線                                  | 岡崎     |                                                          | 安城市         |
| 安城西尾IC                             | 愛知県道12号豊田一色線                                  | ／       |                                                          | 西尾市・安城市 |
| 和泉IC                                 | 愛知県道45号安城碧南線                                  | 知立     |                                                          | 安城市         |
| 高棚福釜IC                             | 愛知県道47号岡崎半田線                                  | 知立     |                                                          | 安城市         |
| 高棚北IC                               | 愛知県道296号小垣江安城線                               | 知立     |                                                          | 安城市         |
| 野田IC                                 | 愛知県道48号岡崎刈谷線                                  | 知立     |                                                          | 刈谷市         |
| 西中IC                                 | 国道419号                                               | 知立     | 名古屋方面出入口のみ                                     | 知立市         |
| 上重原IC                               | 国道155号、 愛知県道51号知立東浦線                      | 知立     |                                                          | 知立市         |
| 一ツ木IC                               | 刈谷市道                                                | 知立     | 名古屋方面出入口のみ                                     | 刈谷市         |
| 富士松IC                               | 愛知県道282号今川刈谷停車場線                           | 知立     | 豊橋方面出入口のみ                                       | 刈谷市         |
| 今川IC                                 | 愛知県道282号今川刈谷停車場線                           | 知立     | 名古屋方面出入口のみ                                     | 刈谷市         |
| 豊明IC                                 | 伊勢湾岸自動車道、 国道1号、 愛知県道57号瀬戸大府東海線 | 知立     |                                                          | 豊明市         |
| 国道23号（名四国道）名古屋・四日市方面 |                                                         |          |                                                          |                |

## 路線状況

### 車線・最高速度
| バイパス | 区間                    | 車線 上下線=上り線+下り線 | 最高速度 |
| -------- | ----------------------- | ------------------------- | -------- |
| 豊橋東   | 豊橋東IC - 野依IC       | 2=1+1 （暫定2車線）       | 60 km/h  |
| 豊橋     | 野依IC - 大崎IC         | 2=1+1 （暫定2車線）       | 60 km/h  |
| 豊橋     | 大崎IC - 前芝IC         | 4=2+2（完成4車線）        | 60 km/h  |
| 豊橋     | 前芝IC - 豊川為当IC     | 2=1+1 （暫定2車線）       | 60 km/h  |
| 蒲郡     | 豊川為当IC - 幸田芦谷IC | 2=1+1 （暫定2車線）       | 60 km/h  |
| 岡崎     | 幸田芦谷IC - 西尾東IC   | 2=1+1 （暫定2車線）       | 60 km/h  |
| 岡崎     | 西尾東IC - 安城西尾IC   | 4=2+2 （完成4車線）       | 60 km/h  |
| 知立     | 安城西尾IC - 豊明IC     | 4=2+2 （完成4車線）       | 60 km/h  |

## 歴史
- 1964年（昭和39年） - 建設省（当時）が「第2東海道」として計画。
- 1972年（昭和47年） - 知立バイパスが都市計画決定し、事業化。
- 1973年（昭和48年） - 豊橋バイパスが一部事業化（豊橋市大崎町-豊川市為当町間（13.6 km））。
- 1974年（昭和49年） - 豊橋バイパス・大崎IC - 前芝IC間（9.4 km）都市計画決定。豊橋東バイパス建設のための計画調査開始。
- 1975年度（昭和50年度） - 岡崎バイパス都市計画決定。
- 1977年（昭和52年）12月5日 - 知立バイパス・高棚北付近 - 和泉間（4.2 km）が暫定2車線で開通。
- 1979年（昭和54年） - 知立バイパス・和泉 付近（0.1 km）が暫定2車線で開通。
- 1980年（昭和55年） - 岡崎バイパス事業化。
- 1982年（昭和57年） - 知立バイパス・豊明IC - 西中IC間（7.0 km）が暫定2車線で開通。
- 1983年（昭和58年）2月17日 - 豊川橋（当時有料）2.8kmを含む神野新田 - 前芝間（5.4 km）が暫定2車線で開通。
- 1986年度（昭和61年度）
  - 月日不詳 - 知立バイパス・西中IC - 野田IC間（1.0 km）が暫定2車線で開通。
  - 月日不詳 - 豊橋バイパス・野依IC - 大崎IC間（4.0 km）都市計画決定。豊橋東バイパス都市計画決定。
- 1987年（昭和62年） - 知立バイパス・野田IC - 高棚北付近間（1.5 km）が暫定2車線で開通。
- 1988年（昭和63年）3月22日 - 岡崎バイパス・額田郡幸田町 - 西尾市家武町間（2.1 km）が暫定2車線で開通。
- 1989年（平成元年）
  - 11月28日 - 知立バイパス・和泉IC - 安城西尾IC間が暫定2車線で開通。これにより知立バイパス全線が平面交差による暫定2車線で開通。
  - 月日不詳 - 豊橋バイパス・豊橋市野依町 - 豊橋市大崎町間事業化。
- 1990年（平成2年）11月30日 - 豊橋バイパス・豊橋港IC - 神野新田間（1.8 km）が暫定2車線で開通。
- 1991年（平成3年） - 蒲郡バイパス都市計画決定。
- 1991年度（平成3年度） - 豊橋バイパス・前芝IC - 豊川為当IC間（1.2 km）都市計画決定。
- 1992年（平成4年）
  - 3月27日 - 岡崎バイパス・中原IC - 安城西尾IC間（3.4 km）が暫定2車線で開通。
  - 月日不明 - 豊橋東バイパス事業化。
- 1993年（平成5年）
  - 4月28日 - 豊橋バイパス・大崎IC - 豊橋港IC間（2.4 km）が暫定2車線で開通。
  - 9月10日 - 知立バイパス・上重原IC - 一ツ木IC間（1.5 km）が4車線化。
- 1995年（平成7年）
  - 8月23日 - 地域高規格道路「豊橋浜松道路」として、豊橋東バイパス・豊橋バイパス（野依IC - 豊橋港IC間（6.2 km））が整備区間に指定。
  - 8月23日 - 豊橋東バイパス用地着手。
- 1996年（平成8年）7月30日 - 知立バイパス・西中IC - 上重原IC間（1.7 km）が4車線化。
- 1997年（平成9年）
  - 4月7日 - 知立バイパス・平面交差区間暫定4車線化。
  - 月日不詳 - 蒲郡バイパス・蒲郡IC - 幸田芦谷IC間事業化。
- 1998年（平成10年）
  - 10月28日 - 岡崎バイパス・西尾東IC - 中原IC間（2.2 km）が暫定2車線で開通。
  - 12月18日 - 地域高規格道路第2回指定で名豊道路として、次の区間が整備区間・計画区間に指定。整備区間 - 豊橋バイパス（前芝IC - 豊川為当IC間 （4.2 km））・蒲郡バイパス（蒲郡IC - 幸田芦谷IC間（5.9 km））・岡崎バイパス・知立バイパス。計画区間 - 蒲郡バイパス（東三河IC - 蒲郡IC間（9.1 km））。豊橋浜松道路として、豊橋バイパス豊橋港IC - 前芝IC間（7.2 km）が整備区間に指定。
- 2002年（平成14年）
  - 2月13日 - 豊橋バイパス・神野新田交差点を含む前後区間（1.3 km）立体化に伴い神野新田IC完成（暫定2車線）。
  - 10月6日 - 知立バイパス・一ツ木IC - 豊明IC間（3.8 km）が4車線化。
  - 月日不明 - 豊橋東バイパス着工開始。
- 2004年（平成16年）
  - 3月28日 - 豊橋バイパス・野依IC - 大崎IC間（3.8 km）が暫定2車線で開通。
  - 4月24日 - 岡崎バイパス・西尾市家武町 - 西尾東IC間（1.5 km）が暫定2車線で開通。
- 2005年（平成17年）9月30日 - 豊川橋（2.8 km）無料開放。
- 2006年（平成18年）8月2日 - 知立バイパス・野田IC - 西中IC間（1.0 km）4車線化。
- 2007年（平成19年）
  - 2月26日 - 豊橋東バイパス・七根IC - 野依IC間（2.3 km）が暫定2車線で開通。
  - 3月26日 - 岡崎バイパス・幸田芦谷IC - 幸田須美IC間（5.5 km）が暫定2車線で開通。これにより岡崎バイパス全線が暫定2車線で開通。
  - 4月3日 - 蒲郡バイパス・豊川為当IC - 蒲郡IC間事業化。
- 2009年（平成21年）
  - 1月21日 - 知立バイパス・高棚北IC - 野田IC間（2.0 km）4車線化。
  - 12月6日 - 知立バイパス・和泉IC - 高棚北IC間高架化により、知立バイパス全線高架化完了。
- 2010年（平成22年）
  - 10月23日 - 豊橋バイパス下り線・神野新田IC - 豊川橋南IC間（2.8 km）高架化。
  - 11月6日 - 豊橋バイパス上り線・豊川橋南IC - 神野新田IC間（2.8 km）高架化。
- 2011年（平成23年）
  - 3月31日 - 豊橋バイパス・豊川橋南IC（上り線）入口ランプ 供用開始。
  - 11月29日 - 知立バイパス下り線・和泉IC - 高棚北IC間（3.8 km）2車線化。和泉IC 下り線入口 供用開始。
  - 12月17日 - 知立バイパス上り線・高棚北IC - 和泉IC間（3.8 km）2車線化。高棚福釜IC 上り線出入口、和泉IC 上り線出口 供用開始。
- 2012年（平成24年）
  - 1月31日 - 知立バイパス・高棚北IC 上り線入口 供用開始。
  - 3月24日 - 豊橋東バイパス・細谷IC - 七根IC間（4.4 km）が暫定2車線で開通。
  - 10月17日 - 豊橋バイパス・前芝IC - 豊川為当IC間（4.2 km）が暫定2車線で開通。これにより豊橋バイパス全線が暫定2車線で開通。
  - 10月20日 - 知立バイパス下り線・安城西尾IC - 和泉IC間（2.6 km）4車線化。
  - 11月10日 - 知立バイパス上り線・和泉IC - 安城西尾IC間（2.6 km）4車線化。これにより知立バイパス全線4車線化完了。
  - 12月4日 - 岡崎バイパス下り線・藤井IC - 安城西尾IC 2車線化。
  - 12月19日 - 岡崎バイパス上り線・安城西尾IC - 藤井IC 2車線化。
- 2013年（平成25年）
  - 3月下旬から6月16日までの間 - 豊橋バイパス・大崎IC - 前芝IC間（9.4 km） 順次4車線化。
  - 6月23日 - 豊橋東バイパス・豊橋東IC - 細谷IC間（2.5 km）が暫定2車線で開通[53]。これにより豊橋東バイパス全線が暫定2車線で開通。
- 2014年（平成26年）3月23日 - 蒲郡バイパス・蒲郡IC - 幸田芦谷IC間（5.9 km）が暫定2車線で開通[34][35]。
- 2015年（平成27年）12月17日 - 岡崎バイパス下り線・西尾東IC - 藤井IC間（4.0 km）が2車線化[54]。
- 2016年（平成28年）2月26日 - 岡崎バイパス・西尾東IC - 藤井IC間（4.0 km）が4車線化[55]。
- 2018年（平成30年）
  - 3月30日 - 中部地方整備局が用地取得の難航により蒲郡バイパスの土地収用法事業認定を申請[36]。
  - 6月1日 - 国土交通省が蒲郡バイパスを土地収用法事業に認定[36]。
- 2025年（令和7年）3月8日 - 蒲郡バイパスの豊川為当IC - 蒲郡IC間（9.1 km）が暫定2車線で開通。これにより名豊道路が全線開通[7]。